# Chloroclystis latifascia
Chloroclystis latifascia là một loài bướm đêm trong họ Geometridae.